# Statek wielorybniczy

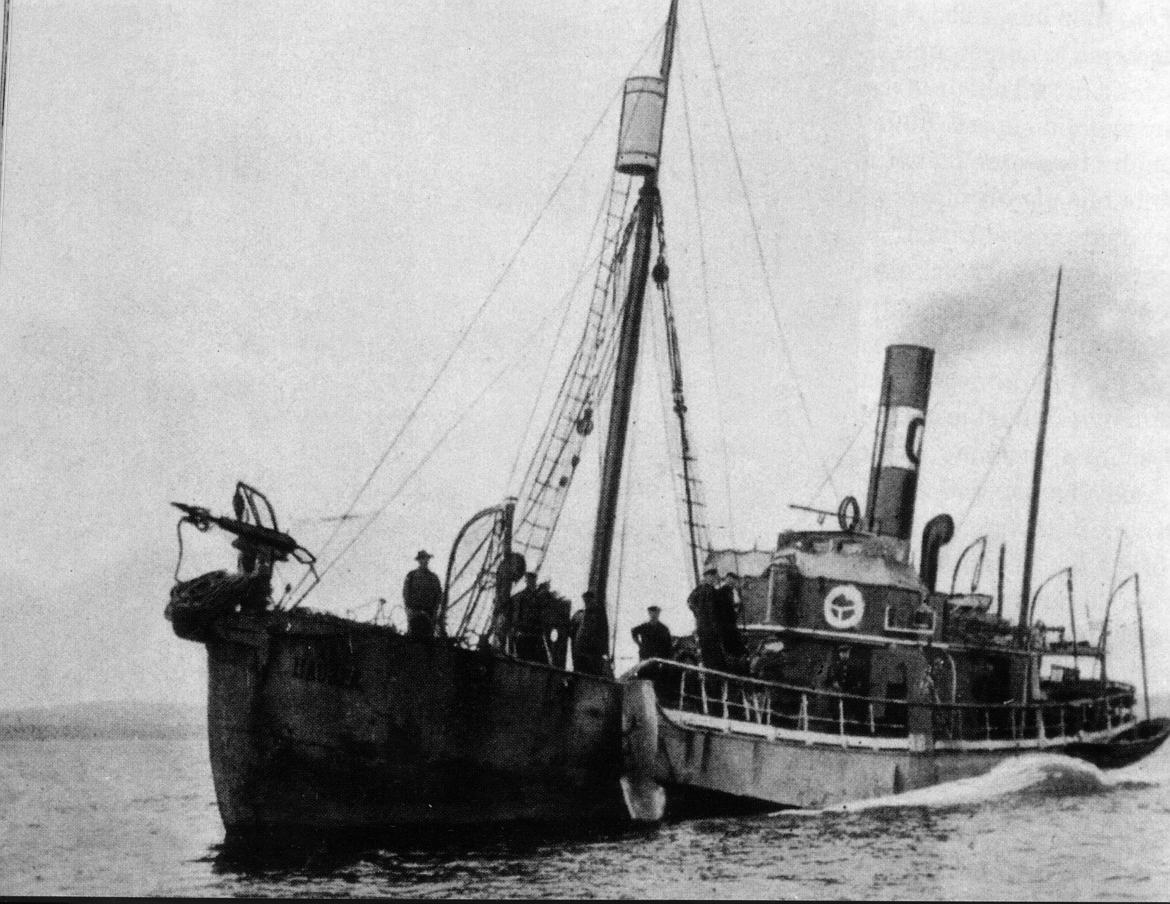
Kanadyjski parowy statek wielorybniczy z roku 1900

Statek wielorybniczy lub wielorybnik – statek specjalnego przeznaczenia, używany do polowania i/lub sprawiania waleni w wielorybnictwie. Jest to statek z silnikiem parowym lub spalinowym z działem harpunniczym na dziobie. Statkom wielorybniczym, które operowały na morzach i oceanach od XVI do połowy XX wieku, towarzyszyły w ostatnim okresie jednostki będące odpowiednikami dzisiejszych trawlerów-przetwórni. Pod koniec XIX wieku pojawiły się statki łączące obie te funkcje.

## Historia
W dobie żeglugi żaglowej nie przekraczające 100 m długości i 300 t wyporności statki wielorybnicze były wyposażane w kilka szybkich, wiosłowych łodzi wielorybniczych używanych do polowania na wieloryby. Załogi tych łodzi doholowywały zabite wieloryby do statku, gdzie następowało skórowanie i rozbieranie ofiary. Tłuszcz zwierzęcia był przetapiany w dwóch, trzech wielkich kadziach. Później, gdy zaczęto stosować rufowe pochylnie, wielorybnicy mogli dostarczać swój połów wprost na pokład statku operującego na pełnym morzu.

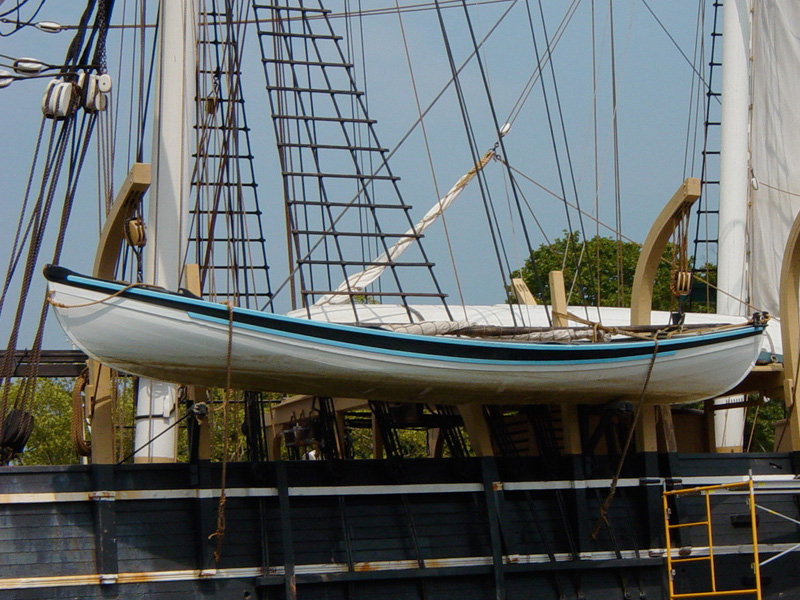
Łódź wielorybnicza statku Charles W. Morgan z 1841 roku

Na przełomie XVIII i XIX wieku właściciele statków wielorybniczych uzbrajali je często w działa dla obrony przed piratami, a w czasie wojny korsarzami. Gdy w roku 1793 rozpoczęły się francuskie wojny rewolucyjne, brytyjscy korsarze schwytali i zajęli kilka francuskich statków wielorybniczych, takich jak Necker, Deux Amis czy Anne, zaś holenderscy Port de Paix i Penn.
Niektóre statki wielorybnicze otrzymywały listy kaperskie, które pozwalały im zatrzymywać statki nieprzyjaciela. W lipcu 1793 roku brytyjski statek wielorybniczy Liverpool, uzbrojony w 20 dział, zatrzymał francuskiego wielorybnika Chardon. Radość Anglików nie trwała jednak długo, bo załoga Chardona zdołała odbić swój statek. Rok wcześniej uzbrojony brytyjski wielorybnik schwytał francuski statek wielorybniczy Hébé w pobliżu Walvis Bay.
W czasie wojny roku 1812 US Navy zarekwirowała dwa statki wielorybnicze. Jednym z nich był Atlantic, szybko przerobiony na slup wojenny Essex Junior. Ponieważ Atlantic był przystosowany do zamontowania dwudziestu dział, ale miał ich tylko sześć, dozbrojono statek czterema działami 6-funtowymi i dodatkowo dziesięcioma 18-funtowymi karonadami. Zaokrętowano również 60 oficerów i marynarzy.
Z kolei brytyjskie korwety typu Flower z okresu II wojny światowej zostały zaprojektowane w oparciu o plany konstrukcyjne statku wielorybniczego Southern Pride.